# Parafia św. Bartłomieja Apostoła w Szczurowej
Parafia pw. Świętego Bartłomieja Apostoła w Szczurowej - parafia rzymskokatolicka znajdująca się w diecezji tarnowskiej w dekanacie Uście Solne. Erygowana w 1338. Mieści się przy Rynku. Prowadzą ją księża diecezjalni.